# Peratophyga ionephala
Peratophyga ionephala är en fjärilsart som beskrevs av Edward P. Wiltshire 1966. Peratophyga ionephala ingår i släktet Peratophyga och familjen mätare. Inga underarter finns listade i Catalogue of Life.